# دان فراولي (لاعب دوري الرغبي)
دان فراولي (بالإنجليزية: Dan Frawley)‏ هو لاعب دوري الرغبي أسترالي، ولد في 1882، وتوفي في 30 يونيو 1967 في Kensington, New South Wales ‏ في أستراليا.